# شناسه: ای
شناسه: اِی (به انگلیسی ID:A) یک فیلم در ژانر درام ساخت کشورهای دانمارک ،هلند ،سوئد است.

## داستان
یک زن جوان در جنوب فرانسه از خواب بیدار می‌شود که از فراموشی رنج می‌برد.